# Jean Materne
Jean Joseph Dieudonné Materne (Jambes, 22 juli 1889 - 21 juni 1964) was een Belgisch senator en burgemeester.

## Levensloop
Na school te hebben gelopen bij de jezuïeten in Namen, werd Materne de fabrikant van de bekende confitures Materne. Hij volgde hierin zijn vader Edouard Materne op, die het bedrijf had opgericht in 1888.
In 1926 werd hij gemeenteraadslid en in 1933 burgemeester van Jambes. Hij bleef dit ambt bekleden tot aan zijn dood. Hij was ook provincieraadslid van 1929 tot 1945.
Hij trad toe tot de liberale partij, in het kielzog van François Bovesse. Hij verdedigde het strakke behoud van het unitaire België. Na de Tweede Wereldoorlog evolueerde hij echter naar een mogelijk federalisme. Hij nam deel aan het Waals nationaal congres en werd lid van het permanent comité ervan. Hij werd voorzitter voor de provincie Namen van de Waalse economische raad.
In 1954 werd hij verkozen tot liberaal provinciaal senator voor de provincie Namen en vervulde dit mandaat tot begin 1963. Hij nam toen ontslag en werd opgevolgd door Michel Toussaint.